# FreeS/Wan
FreeS/Wan es una implementación de IPSec  y posteriores al (Ip security) para sistemas Linux. IPSec provee servicios de cifrado y autenticación sobre la capa de red, permite confiar en una conexión y mantener privados los datos que viajan con ella. Al implementar IPSec, puede ser autenticado y ejecutado por un Server con cifrado y recibido por otro server en el cual se confíe.
Es usado habitualmente en Red privada virtual (Virtual Private Network)
- Datos: Q5499675